# Henrique Capriles

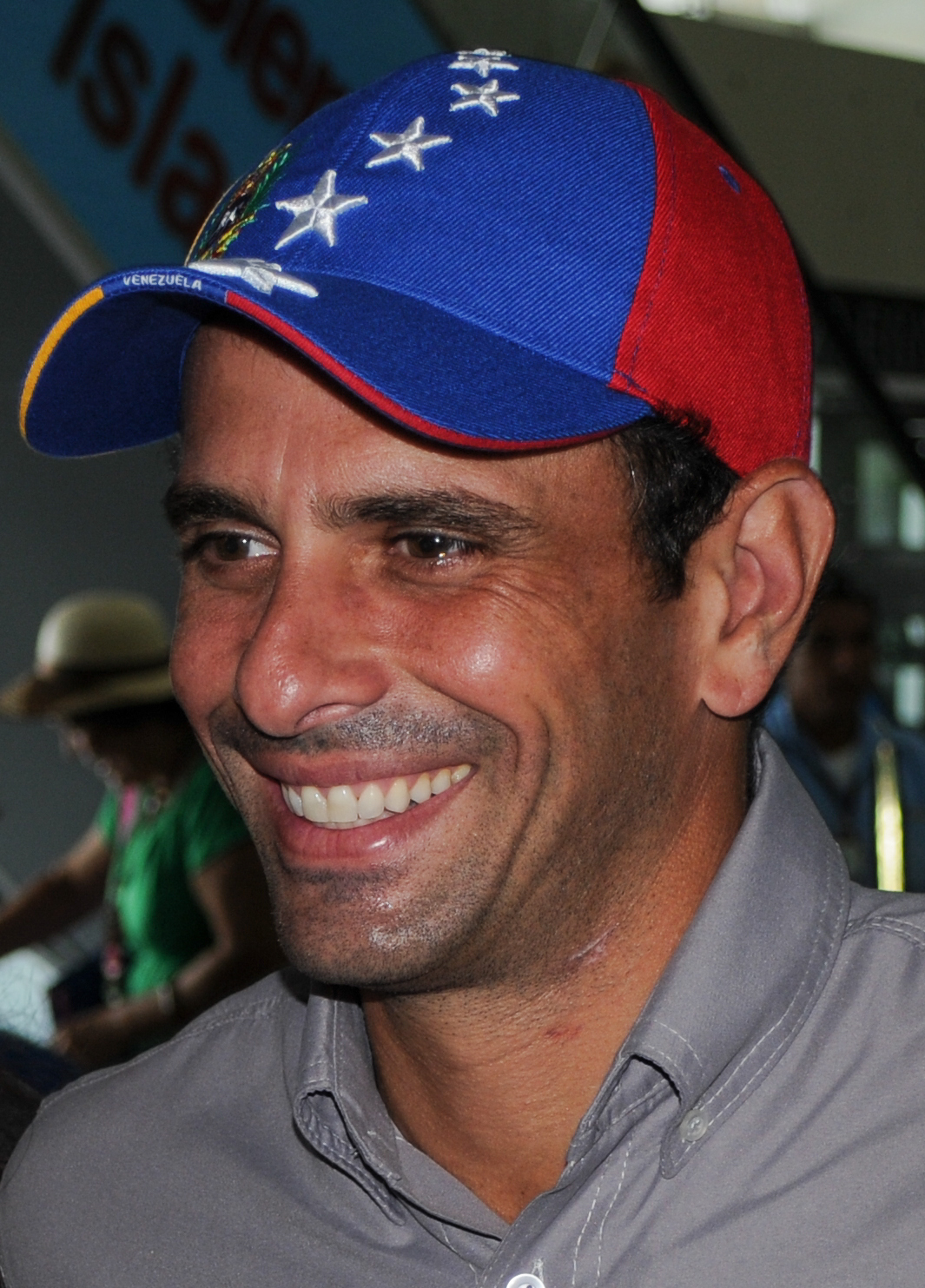
Henrique Capriles Radonski, 2012

Henrique Capriles Radonski (* 11. Juli 1972 in Caracas) ist ein venezolanischer Politiker und ehemaliger Gouverneur des Bundesstaates Miranda (2008–2017). Er ist Mitglied der Partei Primero Justicia, die er mitbegründet hat, und kandidierte bei der Wahl 2012 als gemeinsamer Kandidat des Oppositionsbündnisses Mesa de la Unidad Democrática (MUD) erfolglos für die Präsidentschaft Venezuelas. Bei der nach Hugo Chávez’ Tod fälligen Neuwahl im April 2013 kandidierte er erneut, verlor jedoch knapp gegen Nicolás Maduro.

## Biographie

### Familie und Ausbildung
Henrique Capriles Radonski wurde als zweiter von drei Söhnen einer wohlhabenden römisch-katholischen Unternehmerfamilie in Caracas geboren. Die Vorfahren seines Vaters Henrique Capriles García waren sephardische Juden, die im 19. Jahrhundert aus Curaçao nach Venezuela eingewandert waren, die Eltern seiner Mutter Mónica Cristina Radonski Bochenek waren polnisch-russische aschkenasische Juden, die sich vor dem Holocaust nach Venezuela retten konnten. Capriles besuchte die Grundschule María Montessori de Santa Fe Norte und die Mittelschule des Institutos Educacionales Asociados (IEA) im Bezirk Baruta in Caracas. Anschließend studierte er Jura an der Universidad Católica Andrés Bello. 1994 machte er sein Anwaltsexamen und spezialisierte sich auf Wirtschaftsrecht. Danach arbeitete er bei der venezolanischen Steuerbehörde Servicio Nacional Integrado de Administración Aduanera y Tributaria (SENIAT).
Capriles bezeichnet sich als gläubigen praktizierenden Katholiken. Wegen seiner jüdischen Wurzeln wurde er wiederholt Opfer judenfeindlicher Meinungsäußerungen durch Anhänger Chávez'. Seine Eltern sind nach ihrer Auswanderung nach Spanien eingebürgerte spanische Staatsbürger.
Capriles’ Familie besitzt seit einer Gesezesnovellierung durch den PP von 2013 zwei Immobiliengesellschaften in Madrid (Socimi S. A., eine steuerbegünstigte börsennotierte Aktiengesellschaft): Die 2014 gegründete Firma Agartha, die auf Coworking Spaces spezialisiert ist, und Orinoquia Real Estate, das seit seiner Gründung 2017 Luxuswohnungen für Kurzzeitnutzungen vermietet.

### Politik
Henrique Capriles schloss sich früh der konservativen demokratisch-christlichen Partei COPEI an. 1998 wurde er Abgeordneter dieser Partei im venezolanischen Kongress. Darüber hinaus wurde er zum jüngsten Vorsitzenden des Repräsentantenhauses gewählt. 2000 war er Kandidat der konservativen sozial-christlichen Partei Primero Justicia, die er mitbegründet hatte, für das Amt des Bürgermeisters des Bezirks Baruta in der Hauptstadt Caracas. Er erzielte fast 63 % der Stimmen. 2004 wurde er mit 79 % der Stimmen wiedergewählt, nachdem er vier Monate im Gefängnis verbracht hatte, weil ihm die Behörden vorwarfen, nicht eingeschritten zu sein, als die kubanische Botschaft bei einem versuchten Staatsstreich gegen Chávez 2002 angegriffen worden war. Im Jahr 2006 wurde er von den Vorwürfen freigesprochen. 2008 wurde er zum Gouverneur des Bundesstaats Miranda gewählt. Er besiegte dabei den PSUV-Vertreter, den seit 2004 amtierenden Gouverneur Diosdado Cabello.
Bei der Verfolgung der politischen Opposition in Verbindung mit dem von der Regierung verhinderten Abberufungsreferendum in Venezuela 2016 wurde gegen Capriles Ende Oktober 2016 ein Ausreiseverbot erlassen.

### Verbot zur Kandidatur für öffentliche Ämter 2017
Capriles darf laut Mitteilung der Regierung im April 2017 für eine Dauer von 15 Jahren für keine politischen Ämter kandidieren. Voraus ging eine Entscheidung der Aufsichtsbehörde für Amtsträger Begründet wurde dies mit finanziellen Unregelmäßigkeiten im Bundesstaat Miranda sowie Verbindungen zum Korruptionsskandal rund um den brasilianischen Baukonzern Odebrecht. Damit durfte er nicht als Kandidat bei der Präsidentschaftswahl 2018 antreten. Seinen Gouverneursposten behielt er zunächst. Oppositionspolitiker sehen darin eine Fortsetzung der Strategie der chavistischen Regierung, aussichtsreiche Oppositionspolitiker mundtot machen zu wollen. Zahlreiche andere prominente Oppositionelle sitzen in Haft oder wurden ihrer politischen Ämter enthoben. Beim Versuch der Ausreise nach New York, um vor der UN-Menschenrechtskommission über seine Sicht der aktuellen Situation in Venezuela zu berichten, wurde dem Oppositionsführer Capriles der Reisepass für ungültig erklärt und ihm damit die Ausreise verweigert.

### Präsidentschaftswahl 2012
Am 3. Mai 2011 kündigte Henrique Capriles seine Kandidatur für die Präsidentschaftswahl 2012 an. Am 12. Februar 2012 wurde er in offenen Vorwahlen zum Kandidaten des Oppositionsbündnisses Mesa de la Unidad Democrática (MUD) gewählt. Er erhielt etwa 1,9 Millionen der insgesamt 3.040.449 Stimmen (ohne Berücksichtigung der Stimmen der Wähler im Ausland). Am 11. Juni schrieb er sich beim nationalen Wahlrat als Kandidat der MUD ein.
Das Hauptthema seiner Kampagne war die Bildungspolitik. Der von ihm regierte Bundesstaat Miranda nahm als einzige Region Venezuelas an der PISA-Studie 2009 Plus teil. Weiterhin erklärte er, dass er die Wirtschaftsverträge mit China und Russland überprüfen und nur die Verträge verlängern würde, die für Venezuela von Vorteil seien. Zudem wollte er die seit 2003 geltende Währungskontrolle lockern, um das Land wettbewerbsfähiger zu machen und die Exportwirtschaft zu fördern. Er wies ferner darauf hin, dass die Regierung umfassende Investitionen tätigen müsse, um Arbeitsplätze in der Landwirtschaft zu schaffen.
Bei der stark polarisierenden Wahl kam es zu antisemitischen und homophoben Angriffen gegen ihn. Capriles erhielt mit 44,25 % der Stimmen das beste Ergebnis eines Oppositionskandidaten seit Chávez’ Amtsantritt.

### Präsidentschaftswahl 2013
Henrique Capriles trat in den nach Chávez’ Tod Anfang März 2013 nötigen Neuwahlen erneut als Kandidat des Oppositionsbündnisses MUD gegen den von Chávez als Nachfolger designierten Nicolás Maduro an. Maduro gewann die Wahl am 14. April 2013 mit 50,66 Prozent der Stimmen gegen Capriles, der 49,06 % erhielt. Während des Wahlkampfes wurden Opposition und Medien erheblich eingeschüchtert und behindert.
Während das Carter Center zwar direkt keine Beweise für die Fälschung der Wahlen als solches fand, jedoch sie auch nicht ausschließen konnte, da nicht sichergestellt gewesen sei, dass jeder Wahlberechtigte sein Wahlrecht frei ausüben konnte und nur eine Stimmabgabe pro Wähler möglich sei und außerdem unfaire Zugangsmöglichkeiten zur Wahlkampffinanzierung und Medien zwischen Regierung und Opposition diagnostiziert wurden, wies der mit regierungshörigen Richtern besetzte Oberste Gerichtshof Venezuelas Capriles' Klage für eine vollständige Neuauszählung als unzulässig ab. Gleichzeitig wurde Capriles mit einer Geldstrafe von umgerechnet rund 1300 Euro belegt. Er habe „aggressive und respektlose Behauptungen“ aufgestellt und würde das Vertrauen in die Institutionen des Landes untergraben. Das Gericht forderte, ein Ermittlungsverfahren gegen Capriles zu eröffnen. Ein Vertrauter Capriles', sein Stabschef Óscar López, wurde am Tag des Urteilsspruchs verhaftet und seine Wohnung durchsucht.

### Positionen
Capriles bezeichnet sich selbst als Sozialist, wird jedoch als Konservativer gewertet. Er sieht die ehemalige linke Regierung Brasiliens als vorbildlich an. Capriles lobte auch Chávez’ soziale Errungenschaften, kritisierte jedoch die konkrete Ausführung. Ein Hauptthema während seines Wahlkampfes 2013 war der Kampf gegen die Korruption. Außerdem will er die aktuelle „Scheckbuchdiplomatie“ beenden und die Abhängigkeit Venezuelas von ausländischen Fachkräften, beispielsweise kubanischen Ärzten, verringern.